# Armazenamento de energia em ar comprimido
O armazenamento de energia em ar comprimido (ou CAES, do inglês Compressed Air Energy Storage) é um método de armazenamento de energia gerada em um determinado período para uso posterior.  Esta tecnologia permite utilizar a energia gerada em períodos de baixo consumo energético (horário de baixa) em períodos de maior demanda (horário de pico).

## Tipos
A compressão do ar gera calor, o ar se torna mais quente após a compressão. A expansão requer calor. Se nenhum calor extra for adicionado, o ar se tornará muito mais frio após a expansão. Se o calor gerado durante a compressão do ar puder ser armazenado e usado durante esta expansão, a eficiência do armazenamento melhora consideravelmente.
Há três modos em que um sistema CAES pode administrar o calor.
O armazenamento de energia pode ser adiabático, diabático, ou isotérmico:
- O armazenamento adiabático retém o calor produzido pela compressão e o devolve ao ar quando este é expandido para gerar energia. Este método é alvo de estudo constante. No momento não há nenhuma usina deste tipo em operação, mas o projeto alemão ADELE deve ter seu desenvolvimento iniciado em 2013.[3] Em teoria, a eficiência do armazenamento adiabático é próxima de 100% em perfeito isolamento, mas na prática a eficiência de retorno é próxima de 70%.[4] O calor pode ser armazenado em sólidos como o concreto ou a pedra, ou de modo mais provável em fluidos como o óleo ou a água (acima de 300 °C) ou soluções de sais fundidos (600 °C).

- O armazenamento diabático dissipa o calor extra com o auxilio de intercoolers (desse modo se aproximando da compressão isotérmica) na atmosfera como resíduo. Após ser removido do armazenamento, o calor deve ser reaquecido antes da expansão na turbina para impulsionar o gerador, o que pode ser realizado com um combustor de gás natural para o armazenamento em rede ou com uma massa metálica aquecida. O calor perdido diminui a eficiência, mas este método é mais simples e é até o momento o único que tem sido implementado em escala comercial. O armazenamento mecânico requer 2.5 MJ de eletricidade e 1.2 MJ poder calorífico inferior (PCI) de gás para cada megajoule de energia produzida.[5] Uma usina de ciclo combinado  7FA 2x1 da General Electric, uma das usinas a gás natural mais eficientes em operação, utiliza 6.6 MJ (PCI) de gás por kW–h gerado,[6] uma eficiência térmica de 54% comparável aos 6.8 MJ da usina de McIntosh, cuja eficiência térmica é de 53%.
- Os métodos de compressão e expansão isotérmica tentam manter a temperatura de operação através da troca constante de calor com o ambiente. Essa abordagem só é prática para baixos níveis energéticos, sem trocadores de calor muito eficazes. A eficiência teórica do armazenamento de energia isotérmico se aproxima de 100% num cenário de troca perfeita de calor com o ambiente. Na prática nenhum desses ciclos termodinâmicos perfeitos são possíveis, já que não se pode evitar alguma perda de calor.

Um outro arranjo muito eficiente, que não se encaixa em nenhuma das categorias descritas acima, utiliza pistões de baixa e alta pressão em série, em que cada estágio é seguido de um aspirador que suga o ar ambiente sobre um trocador de calor entre ar e ar (ou entre ar e água marinha) entre cada estágio de expansão. Os primeiros designs de torpedos a ar comprimido utilizavam uma abordagem similar, substituindo água marinha por ar. O aspirador aquece o gás de exaustão do estágio anterior e transmite o gás pré-aquecido ao estágio seguinte. Esta abordagem foi adotada por vários veículos a ar comprimido como as locomotivas mineiras H. K. Porter, Inc e trens.  Com este método o calor da compressão é efetivamente armazenado na atmosfera (ou mar) e retornado posteriormente.
A compressão pode ser alcançada com turbocompressores e turbo 'expandidores' movidos a energia elétrica ou motores pneumáticos impulsionando geradores elétricos para produzir eletricidade.
O tanque de armazenamento muitas vezes consiste numa caverna subterrânea criada pela mineração por solução (em que o sal é dissolvido na água para a sua extração) ou numa mina abandonada. Essas usinas operam num ciclo de dia e noite, carregando à noite e descarregando durante o dia.
O armazenamento de energia também pode ser empregado em menor escala, como nos carros a ar e locomotivas pneumáticas, e também pelo uso de tanques de fibra de carbono de alta resistência.

## História
Sistemas urbanos de armazenamento de energia em ar comprimido têm sido construídos desde 1870. Cidades como Paris, França; Birmingham, Inglaterra; Rixdorf, Offenbach e Dresden na Alemanha e Buenos Aires, Argentina adotaram este sistema. Victor Popp construiu os primeiros sistemas para relógios, em que um pulso de ar era liberado a cada minuto para mover o ponteiro. Esta tecnologia evoluiu rapidamente para fornecer energia a lares e à indústria. Em 1896, o sistema de Paris distribuía 2.2 MW de energia gerada a 550 kPa em 50 km de aerodutos às indústrias leve e pesada.  O gasto era medido em metros.  Estes sistemas eram a principal fonte de energia doméstica na época e também forneciam energia às máquinas de dentistas, ateliers, estamparias e padarias.
- 1978 — O primeiro projeto de usina de armazenamento de ar comprimido em escala útil foi a usina de 290 megawatts de Huntorf na Alemanha, que utilizava um domo de sal.
- 1991 — Uma usina de 110 megawatts com capacidade de geração de 26 foi construída em McIntosh, Alabama (1991). O custo de $65 das instalações da usina do Alabama resultou numa capacidade de $550 por kilowatt-hora, utilizando uma caverna de sal de 5,79 milhões de m² para armazenar ar a uma pressão acima de 1100 psi. Apesar da eficiência da fase de compressão se aproximar de 82%, a fase de expansão requer a combustão do gás a um terço da taxa de uma turbina a gás produzindo a mesma quantidade de eletricidade.[12][13][14]
- Novembro de 2009 — O Departamento de Energia dos Estados Unidos libera $24.9 milhões em fundos para a primeira fase da instalação da usina CAES Pacific Gas and Electric de 300 MW, orçada em $356 milhões utilizando uma formação de rocha porosa salina em desenvolvimento nas proximidades de Bakersfield, Califórnia. As metas do projeto são a construção e validação de um design avançado.[15]
- Dezembro de 2010 —  O Departamento de Energia dos Estados Unidos libera mais $29.4 milhões para a condução de trabalhos preliminares em um projeto de usina CAES de 150 MW em sal sendo desenvolvida pela Iberdrola USA em Watkins Glen, Nova Iorque. A meta é incorporar a tecnologia de armazenamento de energia para equilibrar as fontes intermitentes de energia renovável.[15][16]
- 2013 (projeção) — Data de início da construção do primeiro projeto de usina CAES adiabática, uma usina de 200 megawatts denominada ADELE, na Alemanha.

## Termodinâmica do armazenamento
Para se chegar a um processo termodinâmico reversível de modo que a maior parte da energia seja aproveitada pelo sistema e então distribuída, e ao mesmo tempo minimizar as perdas, objetiva-se um processo isotérmico ou processo isentrópico.

### Armazenamento isotérmico
Em um processo de compressão isotérmico, o gás do sistema é mantido a uma temperatura constante em tempo integral. Isto implica na remoção do calor do gás, que de outra forma sofreria uma elevação na temperatura devido à energia adicionada ao gás pelo compressor. Esta remoção de calor pode ser atingida através de trocadores de calor (intercoolers) entre os estágios subsequentes no compressor. Para evitar a perda de energia, os intercoolers podem ser aprimorados para melhorar a propagação térmica e a queda de baixa pressão. Naturalmente, isto é apenas uma aproximação de uma compressão isotérmica, considerando que o aquecimento e a compressão ocorrem em fases discretas. Alguns compressores menores podem se aproximar da compressão isotérmica mesmo sem um intercooler, devido ao índice relativo da área superficial relativa ao volume e à melhoria resultante na dissipação do calor do compressor em si.
Para se obter um processo de armazenamento isotérmico perfeito, é necessário que o processo seja reversível. Isto requer uma transferência de calor entre o gás e o meio externo ocorra com uma diferença de temperatura mínima. Nesse caso, não há nenhuma perda de exergia no processo de transferência de calor, e assim o processo de compressão pode ser completamente recuperado como processo de expansão, cujo resultado é uma eficiência de armazenamento de 100%. No entanto, na prática sempre há uma diferença de temperatura em qualquer processo de transferência de calor, por isso qualquer método de armazenamento de energia atinge níveis de eficiência significativamente abaixo de 100%.
Para se estimar o trabalho de compressão/expansão em um processo isotérmico, pode-se imaginar que o ar comprimido obedece à lei dos gases ideais,
{\displaystyle pV=nRT=\operatorname {constante} }.
De um processo de um estado inicial A a um estado final B, com uma temperatura absoluta {\displaystyle T=T_{A}=T_{B}} constante, descobre-se que o trabalho necessário para a compressão (negativo) ou executado pela expansão (positivo), é de
{\displaystyle {\begin{aligned}W_{A\to B}&=\int _{V_{A}}^{V_{B}}pdV=\int _{V_{A}}^{V_{B}}{\frac {nRT}{V}}dV=nRT\int _{V_{A}}^{V_{B}}{\frac {1}{V}}dV\\&=nRT(\ln {V_{B}}-\ln {V_{A}})=nRT\ln {\frac {V_{B}}{V_{A}}}=nRT\ln {\frac {p_{A}}{p_{B}}}=p_{A}V_{A}\ln {\frac {p_{A}}{p_{B}}}\\\end{aligned}}},
onde {\displaystyle pV=p_{A}V_{A}=p_{B}V_{B}}, e portanto, {\displaystyle {\frac {V_{B}}{V_{A}}}={\frac {p_{A}}{p_{B}}}}. Nesta equação, {\displaystyle p} representa a pressão absoluta,
{\displaystyle V} representa o volume do tanque, {\displaystyle n} é a quantidade de substância do gás (mol) e {\displaystyle R} é a constante dos gases ideais.
Exemplo
Quanto de energia pode-se armazenar em 1m³ de um tanque à pressão de 7 000 000 Pa (=70 bar), se a pressão ambiente for de 100 000 Pa (=1 bar)? Neste caso, o trabalho do processo é
{\displaystyle W=p_{B}V_{B}\ln {\frac {p_{A}}{p_{B}}}} = 7 000 000 × 1 m³ × ln(1/70) = -29 MJ.
O sinal negativo indica que o trabalho é executado sobre o gás pelo ambiente. As irreversibilidades do processo (tal como a transferência de calor) resultarão em menos energia sendo recuperada do processo de expansão do que é demandado pelo processo de compressão. Se o ambiente estiver à temperatura constante, por exemplo, a resistência térmica nos intercoolers implicará que a compressão ocorre a uma temperatura um tanto maior que a temperatura ambiente, e a expansão ocorrerá a uma temperatura um tanto menor que a temperatura ambiente. Portanto, um sistema de armazenamento isotérmico perfeito é inatingível.

### Armazenamento adiabático (isentrópico)
Um processo adiabático é aquele em que não há qualquer transferência de calor entre o fluido e seus arredores: o sistema é isolado da transferência de calor. Este processo é internamente reversível (suave, devagar e sem fricção, ao limite ideal) tendo, portanto a característica adicional de ser isentrópico.
Um sistema de armazenamento adiabático elimina o processo de refrigeração interna durante o processo de compressão, permitindo o simples aquecimento do gás durante a compressão, e o resfriamento durante a expansão. Esta abordagem é interessante, já que a perda de energia associada à transferência de calor é evitada, mas a desvantagem é que o tanque de armazenamento deve ser isolado contra a perda de calor. Também deve ser ressaltado que os compressores e turbinas reais não são isentrópicos, ao invés,  possuem  uma eficiência isentrópica de aproximadamente 85%, cujo resultado é uma eficiência de armazenamento de retorno para os sistemas adiabáticos consideravelmente abaixo do ideal.

### Termodinâmica de grandes sistemas de armazenamento
Os sistemas de armazenamento de energia costumam utilizar grandes cavernas subterrâneas. Este design é favorecido devido ao grande volume disponível, o que possibilita que uma grande quantidade de energia possa ser armazenada com uma pequena variação de temperatura. O espaço da caverna pode ser facilmente isolado e comprimido adiabaticamente sem que haja grande mudança de temperatura e (aproximando-se de um sistema isotrópico) e perda de calor (aproximando-se de um sistema isentrópico). Esta vantagem é uma adição ao baixo custo de construção de um sistema de armazenamento de gás utilizando as paredes subterrâneas para auxiliar na contenção da pressão.
Pesquisadores desenvolveram bolsas de ar isoladas no fundo do mar com propriedades termodinâmicas similares às do armazenamento em cavernas subterrâneas.

## Restrições práticas no transporte
Para se utilizar o armazenamento de ar em veículos ou aeronaves para transporte terrestre ou aéreo, o sistema de armazenamento de energia deve ser compacto e leve. Densidade de energia é o termo utilizado na engenharia para descrever estas qualidades.

### Densidade e eficiência energética
Tal como exposto na seção sobre a termodinâmica do armazenamento de gás acima, a compressão do ar gera o aquecimento do mesmo, enquanto a expansão provoca o resfriamento. Por isso, motores pneumáticos precisam de trocadores de calor para evitar temperaturas excessivamente altas ou baixas e mesmo assim não atingem condições de temperatura constante ou de isolamento térmico ideais.
No entanto, como mencionado acima, vale descrever o máximo de energia armazenável utilizando o caso isotérmico, que equivale a 100 kJ/m3 [ ln(PA/PB)].
Desse modo, se 1.0 m3 de ar ambiente for comprimido muito lentamente em um cilindro de 5 L em 20 MPa, a energia potencial armazenada é de 530 kJ. Um motor pneumático altamente eficiente pode transformar essa energia potencial em energia cinética se funcionar vagarosamente e conseguir expandir o ar de seus 20 MPa até baixar a 100 kPa (cilindro completamente "vazio" à temperatura ambiente).  Obter uma alta eficiência é um desafio técnico devido à perda de calor ao ambiente e ao calor do gás interno irrecuperável. Se o cilindro acima for esvaziado até uma pressão de 1 MPa, então a energia extraível  é de aproximadamente 300 kJ no eixo do motor.
Um cilindro padrão de 20 MPa e 5 L possui uma massa de 7.5 kg; e um superior, de 5 kg. Fibras de alta resistência como a fibra de carbono ou o Kevlar podem pesar abaixo de 2 kg nesta dimensão, consistente com as normas legais de segurança. Um metro cúbico de ar a 20 °C possui massa de 1.225 kg. Assim, as densidades de energia teóricas são de aproximadamente 70 kJ/kg no eixo do motor para um cilindro de aço a 180 kJ/kg para um cilindro composto de fibras mais avançadas, em que as densidades de energia atingíveis para os mesmos tanques variariam de 40 a 100 kJ/kg.

### Comparação com as baterias
Cilindros de fibra reforçada são comparáveis às baterias chumbo-ácidas recarregáveis em termos de densidade de energia. As baterias também fornecem uma voltagem quase constante em todos os níveis de carga, ao passo que a pressão varia muito quando os tanques variam entre cheio e vazio.  Projetar motores pneumáticos que mantêm alta eficiência e energia o suficiente em diferentes níveis de pressão representa um grande desafio técnico. O ar comprimido pode transferir energia em níveis de fluxo muito altos, o que é adequado para promover a aceleração e desaceleração em sistemas de transportes, principalmente para os veículos híbridos.
Os sistemas de ar comprimido possuem algumas vantagens sobre as baterias convencionais, incluindo a vida útil maior dos vasos de pressão e a baixa toxicidade do material. Designs mais recentes de baterias tais como a bateria lítio-ferro-fosfato não apresentam estes problemas. Os custos do ar comprimido são potencialmente menores, porém, o desenvolvimento e testes de segurança de vasos de pressão avançados são atualmente mais caros que as baterias produzidas em massa.
Assim como na tecnologia de armazenamento elétrico, o ar comprimido é tão "limpo" quanto a fonte de energia armazenada. A análise do ciclo de vida aborda a questão das emissões totais de determinada tecnologia de energia combinada com determinado mix de geração em uma rede de energia.

### Segurança
Assim como na maioria das tecnologias, o armazenamento de energia em ar comprimido também levanta preocupações acerca da segurança, principalmente sobre o risco da ruptura catastrófica de um tanque. As normas de segurança tornam esta ocorrência rara, às custas de um sistema mais pesado. As normas podem limitar a pressão utilizada legal a 40% da pressão de ruptura para cilindros de aço (fator de segurança de 2.5), e menos de 20% para cilindros de fibra (fator de segurança de 5).  Designs comerciais adotam o padrão da ISO 11439. Cilindros de alta pressão são fortes o bastante a ponto de suportarem acidentes de veículos sem se romper.

## Aplicações em veículos

### História
Motores a ar têm sido utilizados desde o século XIX para fornecer energia a locomotivas mineradoras, bombas hidráulicas, furadeiras e bondes por meio da distribuição centralizada em meio urbano.

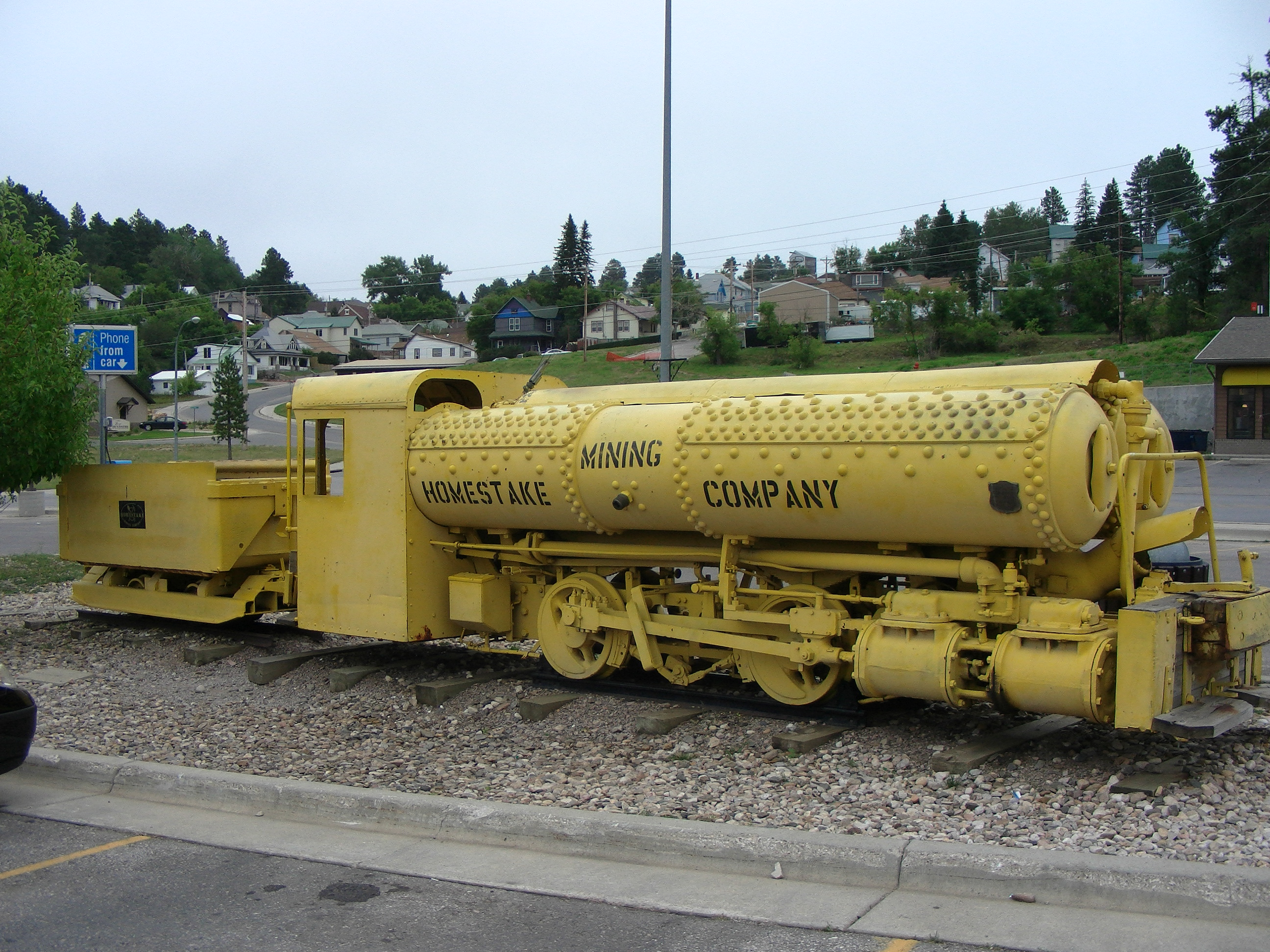
Uma locomotiva a ar comprimido da companhia H. K. Porter, Inc., utilizada na mina Homestake entre 1928 e 1961.

Os carros de corridas utilizam ar comprimido para impulsionar seu motor de combustão interna.
Vários pesquisadores têm desenvolvido ideias de veículos a ar comprimido, que tiveram interesse renovado desde a crise dos preços do petróleo de 1990.

### Motor
Um motor pneumático usa a expansão do ar comprimido para impulsionar os pistões de um motor, rolar um eixo de rodas, ou girar uma turbina.
Os seguintes métodos podem aumentar a eficiência:
- Uma turbina de expansão contínua de alta eficiência
- Múltiplos estágios de expansão
- Uso do calor residual, notavelmente em um design de máquina térmica
- Uso do calor ambiental

Um arranjo de alta eficiência utiliza pistões de baixa, média e alta pressão em série, em que cada estágio é seguido por um aspirador que suga o ar ambiente em um trocador de calor entre ar e ar. O aspirador aquece o gás de exaustão do estágio anterior e transmite o gás pré-aquecido ao estágio seguinte. O único gás de exaustão resultante em cada estágio é o ar frio, que pode ser tão frio quanto −15.°C; este ar pode ser utilizado como o ar condicionado de um carro.
O calor adicional pode ser suprido pela queima de combustível, tal como nos torpedos Whitehead de 1904.  Isto melhora o alcance e velocidade disponível para determinado volume de tanque ao custo de combustível adicional.
Uma alternativa aos pistões e às turbinas, a quasiturbine, também é capaz de rodar a ar comprimido, e portanto ser impulsionada por um motor pneumático.

#### Carros
Desde 1990 várias companhias anunciaram estar desenvolvendo carros a ar comprimido, mas nenhum modelo se encontra disponível no mercado. Geralmente, as principais vantagens anunciadas são: ausência de poluição, baixo custo, uso de óleo de cozinha para lubrificação, e condicionamento de ar integrado.
O tempo necessário para repor um tanque esvaziado é fator importante para a aplicação desse sistema em veículos. A "transferência de volume" desloca ar pré-comprimido de um tanque estacionário quase que instantaneamente. De maneira alternativa, um compressor estacionário ou a bordo pode comprimir ar conforme a demanda, o que possivelmente requer algumas horas. O custo projetado de se dirigir um carro a gás comprimido gira em torno de €0.75 por 100 km com abastecimento completo em postos custando aproximadamente US$3.

## Tipos de sistemas

### Sistemas criogênicos
Um sistema CAES especial foi desenvolvido utilizando ar líquido como vetor de energia. Este sistema é chamado CryoEnergy System (CES), e foi desenvolvido pela companhia britânica Highview Power Storage.

### Sistemas híbridos
Os motores de ciclo Brayton comprimem e aquecem o ar com um combustível adequado para um motor de combustão interna. Por exemplo, o ar é comprimido com o calor do gás natural ou biogás, então um motor convencional de turbina a gás ou a porção traseira de um motor a jato o expande para gerar movimento.
Motores pneumáticos podem recarregar uma bateria elétrica. O Energine promoveu seu sistema Pne-PHEV (Pneumatic Plug-in Hybrid Electric Vehicle-system).

#### Sistemas híbridos existentes
As cidades de Huntorf, Alemanha em 1978, e McIntosh, Alabama em 1991 construíram usinas energéticas híbridas. Ambos os sistemas utilizam energia de horários de baixa para a compressão. A usina de McIntosh completa seu ciclo de 24 horas queimando uma mistura de gás natural com ar comprimido.

#### Sistemas híbridos futuros
O Iowa Stored Energy Park (ISEP) utilizará o armazenamento em aquífero no lugar do armazenamento em caverna. A retirada da água do aquífero resulta na regulação da pressão do ar através da pressão hidrostática constante da água. A ISEP afirma que "você pode otimizar o seu equipamento para melhorar a eficiência se você mantiver uma pressão constante." A produção energética da usina de McIntosh e os sistemas de Iowa é da ordem de 2–300 MW.
Instalações adicionais estão em desenvolvimento em Norton, Ohio. A FirstEnergy, uma companhia energética de Akron, Ohio obteve os direitos de desenvolvimento do projeto de Norton de 2,700 MW em novembro de 2009.

### Armazenamento em lago ou oceano
As águas profundas dos lagos e oceanos podem fornecer pressão sem a necessidade de vasos de alta pressão ou perfuração de cavernas ou aquíferos. O ar é enviado a câmaras baratas e flexíveis no fundo de lagos ou no leito de águas costeiras com depressões profundas. Obstáculos incluem o número limitado de localidades adequadas e a necessidade de dutos de alta pressão entre os containeres e a superfície. Como essas câmaras seriam muito baratas, a necessidade de elevada pressão (e grande profundidade) pode não ser um fator importante. Um benefício fundamental dos sistemas construídos de acordo com este conceito é que a carga e descarga são uma constante função da profundidade. As ineficiências do Carnot podem assim ser reduzidas na usina. A eficiência do Carnot pode ser aumentada através do uso de múltiplos estágios de carga e descarga e fontes e sumidouros baratos de calor como a água fria de rios e água quente de lagoas solares. O ideal é que o sistema seja inteligente — por exemplo, resfriando o ar antes do bombeamento nos dias de verão. O sistema deve ser projetado para evitar ineficiência, como variações de pressão dispendiosas causadas pelo diâmetro inadequado dos dutos.
Uma solução quase isobárica é possível se o gás comprimido for usado para impulsionar um sistema hidrelétrico. No entanto, esta solução requer grandes tanques de pressão baseados na terra (assim como bolsas subaquáticas). Além disto, o gás hidrogênio é o fluido ideal, considerando que outros gases sofrem de pressões hidrostáticas substanciais mesmo em profundidades relativamente baixas (como 500 metros).
A Universidade de Nottingham no Reino Unido é um centro de pesquisa que estuda a utilização de bolsas de ar no leito submarino. A E.ON, uma das maiores companhias energéticas da Europa, forneceu €1.4 milhões em verbas para o desenvolvimento do armazenamento de ar comprimido em bolsas submarinas.

A companhia Hydrostor do Canadá está desenvolvendo um sistema comercial de armazenamento subaquático em "acumuladores" para o armazenamento de energia em ar comprimido, começando na escala de 1 a 4 MW.